# Astragalus ordubadensis
Astragalus ordubadensis är en ärtväxtart som beskrevs av Aleksandr Alfonsovitj Grossgejm. Astragalus ordubadensis ingår i släktet vedlar, och familjen ärtväxter. Inga underarter finns listade i Catalogue of Life.